# Friedrich Ludwig Stellwaag
Friedrich Ludwig „Fritz“ Stellwaag (* 14. Juni 1886 in Schwabach; † 25. März 1976 in Ginsheim-Gustavsburg) war ein deutscher Zoologe. Namensvariante: Fritz Stellwaag. Insbesondere beschäftigte er sich mit dem Pflanzenschutz.

## Leben
Nach Ende des Schulbesuchs in Nürnberg studierte Friedrich Ludwig Stellwaag Naturwissenschaften in München, Würzburg und Erlangen, speziell Zoologie. Er promovierte 1909 mit einem zoologischen Thema (Bau und Mechanik des Flugapparates der Biene). Im Anschluss unternahm er Studienreisen in zahlreiche Länder (Italien, Schweiz, Frankreich, Amerika und Afrika). Seine Arbeit als Assistent am Zoologischen Institut der Universität Erlangen führte 1913 zur Habilitation. 1913 heiratete er Hedwig Stellwaag (1885–1969), die zweitälteste Tochter von Erasmus Kittler. Die beiden hatten zwei Kinder Hedwig Stellwag, verehelichte Haubold (1914–1977), und Friedrich Stellwaag (1917–1991).
In den Jahren 1917–1934 war Stellwaag Leiter der Zoologischen Station der Staatlichen Lehr- und Versuchsanstalt in Neustadt an der Weinstraße. Er wechselte 1935 zur Staatlichen Lehr- und Forschungsanstalt für Wein-, Obst- und Gartenbau in Geisenheim. Dort oblag ihm die Leitung des Instituts für Pflanzenkrankheiten bis zu seiner Pensionierung im Jahr 1954.

## Wissenschaftliches Werk

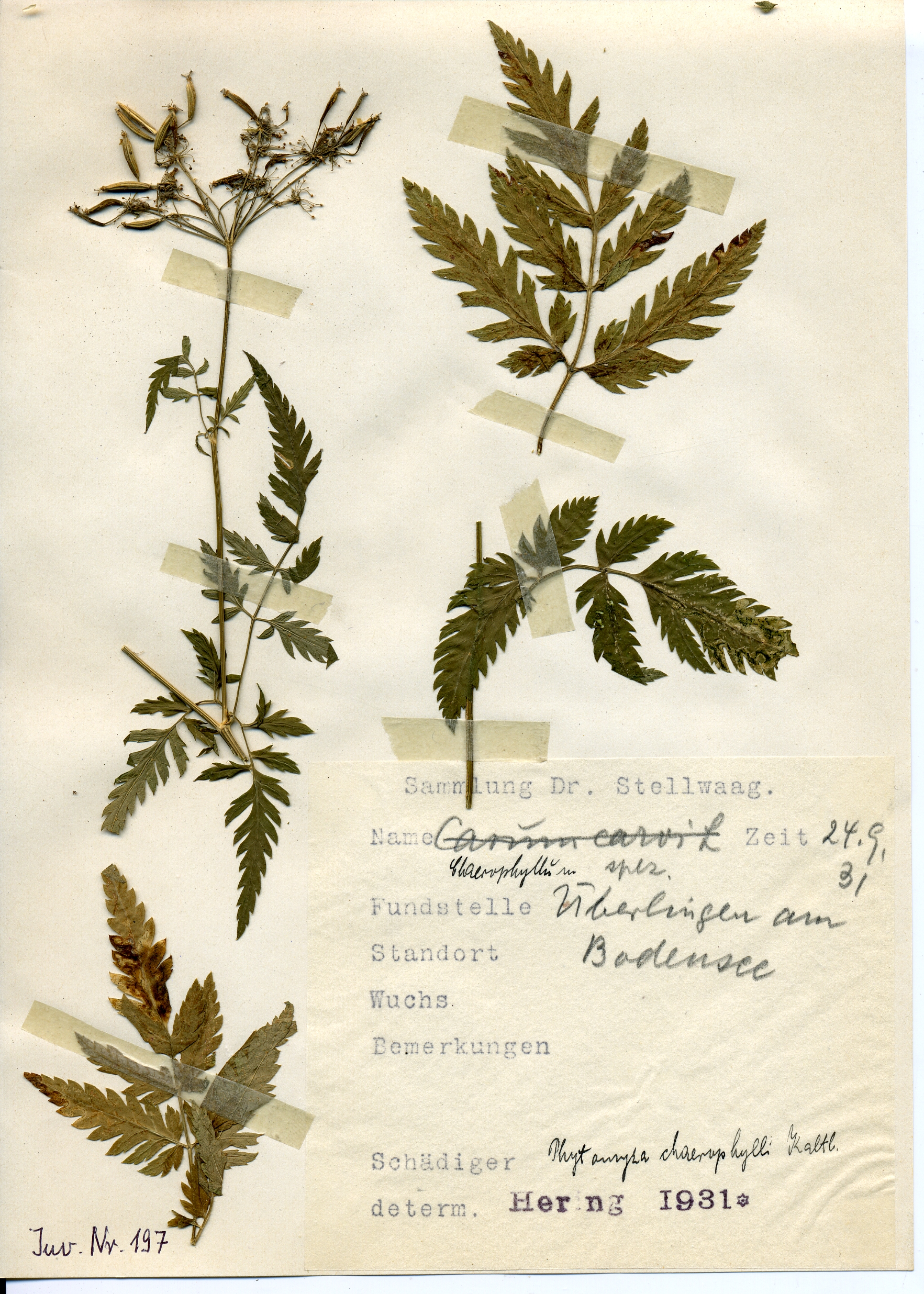
Phytomyza chaerophylli (Agromyzidae) an Kälberkropf (Chaerophyllum sp. (Umbelliferae))

Hauptarbeitsgebiet von Stellwaag war die Bekämpfung der Reben-, Obst- und Gartenschädlinge. Er war Wegbereiter des biologischen Weinbaues und bereits 1924 wünschte er sich eine ganzheitliche Betrachtung des Weinbaues. 1928 erschien sein bedeutendstes Werk: Die Weinbauinsekten der Kulturländer. Lehr- und Handbuch. Weiterhin hervorzuheben ist die Schrift von 1936 Schädlingsbekämpfung im Weinbau. Grundlagen und Fortschritte im Garten- und Weinbau. Als Schriftführer der Deutschen Gesellschaft für angewandte Entomologie sowie als Mitherausgeber und Autor des Anzeigers für Schädlingskunde (zusammen mit Karl Escherich) dokumentierte er in vielen Aufsätzen sein Hauptarbeitsgebiet: Bekämpfung von Schädlingen und Einsatz/Wirkungsweise von Insektiziden. Zahlreiche Flugschriften und Merkblätter zeugen von seiner unermüdlichen Tätigkeit als Wissenschaftler und Berater. Zu seinem Werk gehört eine Blattminen-Sammlung, die im Besitz des Museums Wiesbaden ist (MWNH). Eine Zusammenstellung der diesbezüglichen Funde hat Stellwaag in der Schriftenreihe des Nassauischen Vereins für Naturkunde veröffentlicht, dessen Mitglied er von 1936 bis 1973 war. Diese Sammlung ist von Erich Martin Hering zu Stellwaags Lebzeiten geprüft worden.
Ferner befand sich bis 2009 im Phytopathologischen Institut in Geisenheim seine umfangreiche Insektensammlung. Etwa 130 Insektenkästen sind anschließend in den Besitz des Landesmuseums Wiesbaden übergegangen. Die Sammlung erfasst überwiegend die Region Franken und südliche Pfalz. Zu den besonderen Schwerpunkten zählen die Stechimmen. Eine faunistische Auswertung findet im Museum Wiesbaden statt.

## Ehrungen
Stellwaag engagierte sich bis 1964 als Kreisbeauftragter für Naturschutz und für die Belange der Winzer. In Anerkennung seines Einsatzes erhielt er:
- 1925 die Mitgliedschaft in der Pfälzischen Gesellschaft zur Förderung der Wissenschaften
- 1927 Honory Member of the American Association of Economic Entomology
- 1935 Mitglied der Deutschen Akademie der Naturforscher Leopoldina[5]
- 1951 Mitglied der Academia Italiana della Vite e de vino in Siena
- 1954 Verdienstorden der Bundesrepublik Deutschland
- 1959 die Ehrenmitgliedschaft und die Karl-Escherich-Medaille der Deutschen Gesellschaft für angewandte Entomologie
- 1974 die Müller-Thurgau-Medaille
- 1974 die Goldmünze des Rheingaukreises
- 1975 die Ehrenmitgliedschaft des Deutschen Weinbauverbandes

## Schriften (Auswahl)
- Bau und Mechanik des Flugapparates der Biene. Dissertation, Erlangen 1910.
- Die Traubenwickler (Heu- und Sauerwum). In: Merkblatt der Deutschen Gesellschaft für Angewandte Entomologie, Ser. 3, Nr. 1, 1919.
- Die Schmarotzerwespen (Schlupfwespen) als Parasiten. Parey, Berlin 1921.
- Schädlingsbekämpfung im Obst- und Gemüsebau. Bechtold, Wiesbaden 1921. [2. Aufl. 1926]
- Der Gebrauch der Arsenmittel im deutschen Pflanzenschutz ein Rückblick und Ausblick unter Verwertung der ausländischen Erfahrungen. Parey, Berlin 1926.
- Die Weinbauinsekten der Kulturländer. Lehr- und Handbuch. Parey, Berlin 1928.
- Schädlingsbekämpfung im Weinbau. Grundlagen und Fortschritte im Garten- und Weinbau. Ulmer, Stuttgart 1936. [2. Aufl. 1956]
- Die Schädlingsbekämpfung im Obstbau. In: Arbeiten des Reichsnährstandes, 53, Berlin 1939.
- Die Ernährungsstörungen der Rebe, ihre Diagnose und Beseitigung. Ulmer, Stuttgart 1955.
- Die Blattminen aus dem Gebiet Rheingau – Rheinpfalz. In: Jahrbücher des Nassauischen Vereins für Naturkunde, 98, Wiesbaden 1966, S. 103–118.